# Industrija zabave
Industrija zabave ili šoubiznis (engleski: show business) je naziv pod kojim se podrazumijevaju sve profesionalne, odnosno komercijalne aktivnosti pružanja usluga zabave. 
Pojam ima široko značenje, iako su se pod njime originalno podrazumijevali određeni oblici scenske umjetnosti kao što su: vodvilj ili burleska. U svom današnjem značenju pod time se podrazumijevaju: "komercijalne" kazališne predstave, filmovi, radio i televizijski program, stripovi, videoigre, koncerti i izdavanje nosača zvuka zabavne glazbe, modne revije i športske priredbe, kao i praćenje života slavnih osoba u medijima. 
Pojam obuhvaća neposredno izvođenje tih aktivnosti (ples, gluma, glazba i sl.), kao i aktivnosti "iza scene" koje se tiču menadžmenta. 
Zahvaljujući zakonima o zaštiti autorskih prava, šoubiznis je postao jedna od najjačih svjetskih industrija, a zabavljači, pjevači i glumci postali su bogati moćnici i uzor djeci i mladima (često puta negativni). Industrija zabave često je promicatelj lagodnog života, liberalizma, skandala, spektakla, ekscesa i dekadencije. Preko masovnih medija, popularne kulture i industrije zabave može se utjecati na svijest ljudi, promovirati ideje i stavove.
Hollywood je svjetsko središte industrije zabave.